# Olimpi Panow
Olimpi Spiridonow Panow (bułg. Олимпи Спиридонов Панов, ur. 29 czerwca 1852 w Taraclii, zm. 6 marca 1887 w Ruse) – bułgarski wojskowy i polityk, major,  minister wojny Księstwa Bułgarii (1886).

## Życiorys
Urodził się w Taraclii, w Besarabii. Uczył się w gimnazjum w Bołgradzie i w szkole technicznej w Bukareszcie, a następnie odbył studia inżynieryjne w Paryżu. Działał w bułgarskim ruchu narodowym; w 1873 r. został wybrany na członka Tymczasowego Bułgarskiego Centralnego Komitetu Rewolucyjnego, dążącego do wywołania na ziemiach bułgarskich zbrojnego powstania antytureckiego, natomiast w 1876 został wiceprezesem Bułgarskiego Towarzystwa Dobroczynności. Obie organizacje działały w Bukareszcie.
Jako ochotnik wziął udział w wojnie rosyjsko-tureckiej w latach 1877-1878. Uczestniczył w bitwach o Szipkę i pod Starą Zagorą. Za dzielność został wyróżniony rosyjskim Orderem Świętego Jerzego i awansowany na pierwszy stopień oficerski. Po zakończeniu wojny kontynuował karierę wojskową. W 1880 rozpoczął naukę w Akademii dla oficerów artylerii w Petersburgu, ale naukę przerwał w 1883 i dokończył edukację w szkole wojskowej w Sofii. W 1885, w stopniu kapitana został mianowany dowódcą artylerii armii bułgarskiej. W czasie wojny serbsko-bułgarskiej dowodził artylerią bułgarską, przyczyniając się do sukcesu w bitwie pod Sliwnicą. 7 listopada, w kluczowym momencie bitwy, osobiście poprowadził kontratak na pozycje dywizji drińskiej. W grudniu 1885 reprezentował armię bułgarską w rozmowach rozejmowych.
Po detronizacji Aleksandra Battenberga objął stanowisko ministra wojny w rządzie Petko Karawełowa, które sprawował przez cztery dni. W 1886, po nieudanym zamachu stanu został internowany w Łoweczu, a następnie zmuszony do opuszczenia kraju. Wyjechał do Rumunii, gdzie uczestniczył w przygotowaniach do obalenia rządu bułgarskiego. W lutym 1887 wziął udział w nieudanym buncie prorosyjskich oficerów. Za ten czyn został aresztowany, skazany na śmierć przez sąd wojskowy i rozstrzelany w Ruse, wraz z dziewięcioma innymi oficerami.

## Awanse
- podporucznik (Подпоручик) (1879)
- porucznik  (Поручик) (1881)
- kapitan  (капитан) (1884)
- major  (Майор) (1886)

## Odznaczenia
- Order Waleczności 2 stopnia
- Order Świętego Jerzego (Imperium Rosyjskie) 4 stopnia